# ألان بوبليل
ألان بوبليل (بالفرنسية: Alain Boublil)‏ (من مواليد تونس العاصمة في 5 مارس 1941)، هو كاتب موسيقي تونسي فرنسي اختص في تأليف النصوص الكلامية للأوبريات. عمل في الستينات لصالح شركة "فوڨ للاسطوانات"، وفي عام 1969 تزوج فرانسواز بورسل ابنة الموسيقار فرانك بورسل. تعاون مع المدير الفني لهذا الأخير كلود-ميشال شونبارغ منذ 1972، وقد أثمر التعاون أكثر من عمل ناجح. من أبرز أعمال الثنائي الكوميديات الموسيقية: الثورة الفرنسية، البؤساء وميس سايغون. في الثمانينات تعاون مع المنتج البريطاني كاميرون ماكينتوش في إطار آباكادابرا (1983) وهي حكاية موسيقية للأطفال على إيقاع موسيقى لفرقة آبا، كما تعاون مع المغنية الكورية كيمارا في إطار ألبومها أوبيرا أكسبراس (1985).

## روابط خارجية
- ألان بوبليل على موقع IMDb (الإنجليزية)
- ألان بوبليل على موقع ميوزك برينز (الإنجليزية)
- ألان بوبليل على موقع ميوزك برينز (الإنجليزية)
- ألان بوبليل على موقع قاعدة بيانات برودواي على الإنترنت (الإنجليزية)
- ألان بوبليل على موقع ديسكوغز (الإنجليزية)
- ألان بوبليل على موقع ديسكوغز (الإنجليزية)
- ألان بوبليل على موقع ديسكوغز (الإنجليزية)
- ألان بوبليل على موقع قاعدة بيانات الفيلم (الإنجليزية)